# Casa di M. Spurius Mesor

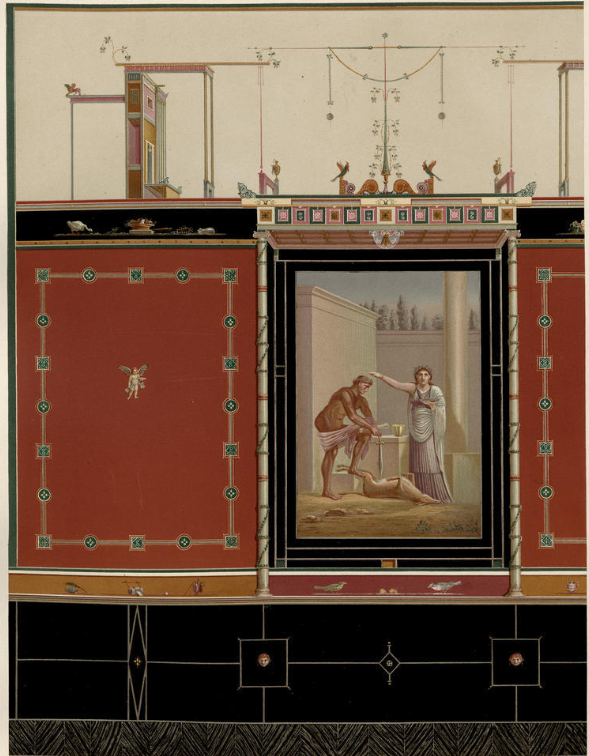
Malerei im 3. Stil, Triclinium

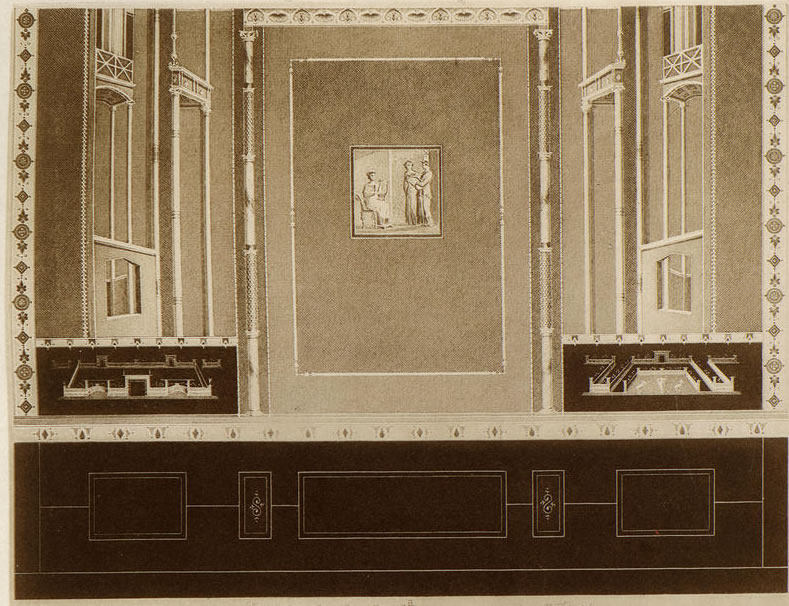
Malerei im 3. Stil, Nebenzimmer beim Tablinum

Bei der Casa di M. Spurius Mesor (Haus des M. Spurius Mesor, auch oft Domus M. Spuri Mesoris) handelt es sich um ein Wohnhaus in Pompeji (VII.3.29), das zwischen 1864 und 1868 ausgegraben wurde. Von der einst reichen malerischen Ausstattung des Hauses ist heute nicht mehr viel erhalten. Die meisten Malereien sind heute stark verblasst und nur noch von alten Zeichnungen her bekannt. Der Name des Hausbesitzers kann aus einer Inschrift erschlossen werden, die sich mit weißen Steinen ausgeführt (M. SPVRIVS MESOR) an der Schwelle zum Tablinum befand.
Das Haus ist zum großen Teil aus Tuffstein erbaut und stammt aus vorrömischer Zeit. Das Zentrum des einst zweigeschossigen Hauses ist das Atrium, um das sich die meisten Räume anordneten. Im Atrium steht auch heute noch ein marmorner Brunnenaufsatz. Hinter dem Atrium befindet sich das Tablinum und dahinter weitere Räume. In einem kleinen Garten befindet sich ein Lararium. Aus dem Haus stammen einige hochwertige Malereien im 3. Stil, nur die Malereien in einem Raum hinter dem Tablinum sind noch heute relativ gut erhalten und zeigen große rote zentrale Felder mit Architekturen an den Seiten auf blauen Grund. Im Triclinium befand sich eine Malerei im 3. Stil mit großen mythologischen Zentralbildern.